# Gauliga Ostpreußen 1942/43
Die Gauliga Ostpreußen 1942/43 (offiziell: Gauklasse Ostpreußen 1942/43) war die zehnte Spielzeit der Gauliga Ostpreußen des Deutschen Fußball-Bundes. Der VfB Königsberg gewann mit sieben Punkten Vorsprung vor Lokalkonkurrent SV Prussia-Samland Königsberg die Gaumeisterschaft, welche im Rundenturnier ausgetragen wurde, und qualifizierte sich somit für die deutsche Fußballmeisterschaft 1942/43. Nach Siegen über den SV Neufahrwasser und der SG Ordnungspolizei Warschau erreichte Königsberg das Viertelfinale, wurde dann jedoch auf Grund des Einsatzes eines nicht spielberechtigten Spielers im 1. Spiel gegen den SV Neufahrwasser disqualifiziert und Neufahrwasser nahm Königsbergs Platz im Viertelfinale ein.
Die Gauliga Ostpreußen wurde in dieser Saison erneut mit 8 Mannschaften ausgespielt, wobei sich jedoch der SV Preußen Mielau bereits nach zwei Spielen zurückzog.

## Kreuztabelle
| 1942/43                       | VfB Königsberg | SV Prussia-Samland Königsberg | Reichsbahn SG Königsberg | Königsberger STV |      | MTV Ponarth | SV Insterburg | SV Preußen Mielau |
| ----------------------------- | -------------- | ----------------------------- | ------------------------ | ---------------- | ---- | ----------- | ------------- | ----------------- |
| VfB Königsberg                |                | 1:2                           | 5:0                      | 9:1              | 13:1 | 8:1         | 8:0           |                   |
| SV Prussia-Samland Königsberg | 0:4            |                               | 1:2                      | 0:0              | 1:7  | 2:3         | 8:1           | 17:0              |
| Reichsbahn SG Königsberg      | 0:12           | 3:9                           |                          | 2:2              | 7:1  | 4:2         | 8:1           |                   |
| Königsberger STV              | 0:8            | 4:6                           | 7:0                      |                  | 2:1  | 1:1         | 9:5           |                   |
| LSV Richthofen Neukuhren      | 0:7            | 1:7                           | 3:4                      | 1:1              |      | 9:3         | 1:1           |                   |
| MTV Ponarth                   | 1:5            | 1:2                           | 2:1                      | 3:1              | 4:6  |             | 2:3           |                   |
| SV Insterburg                 | 0:12           | 2:3                           | 1:3                      | 4:2              | 0:2  | 3:6         |               | 10:0              |
| SV Preußen Mielau             |                |                               |                          |                  | 1:3  |             |               |                   |

## Abschlusstabelle
| Pl. | Verein                        | Sp. | S  | U | N | Tore    | Quote | Punkte |
| --- | ----------------------------- | --- | -- | - | - | ------- | ----- | ------ |
| 1.  | VfB Königsberg (M)            | 12  | 11 | 0 | 1 | 092:600 | 15,33 | 22:20  |
| 2.  | SV Prussia-Samland Königsberg | 12  | 7  | 1 | 4 | 041:290 | 1,41  | 15:90  |
| 3.  | Reichsbahn SG Königsberg      | 12  | 6  | 1 | 5 | 034:460 | 0,74  | 13:11  |
| 4.  | Königsberger STV (N)          | 12  | 3  | 4 | 5 | 030:400 | 0,75  | 10:14  |
| 5.  | LSV Richthofen Neukuhren (N)  | 12  | 4  | 2 | 6 | 033:500 | 0,66  | 10:14  |
| 6.  | MTV Ponarth (N)               | 12  | 4  | 1 | 7 | 029:450 | 0,64  | 09:15  |
| 7.  | SV Insterburg                 | 12  | 2  | 1 | 9 | 021:640 | 0,33  | 05:19  |
| 8.  | SV Preußen Mielau a           | 0   | 0  | 0 | 0 | 000:000 | 1,00  | 0:0    |

| (M) | Titelverteidiger              |
| (N) | Aufsteiger aus den 1. Klassen |

## Aufstiegsrunde

### Gruppe Ost
Die SpVgg Memel setzte sich in der Aufstiegsrunde durch, verzichtete jedoch auf den Aufstieg in die Gauliga.
| Pl. | Verein                                                          | Sp. | S | U | N | Tore    | Quote | Punkte |
| --- | --------------------------------------------------------------- | --- | - | - | - | ------- | ----- | ------ |
| 1.  | SpVgg Memel (Sieger 1. Klasse Kreisgruppe G Memel)              | 3   | 3 | 0 | 0 | 020:600 | 3,33  | 06:0   |
| 2.  | FC Preußen Gumbinnen (Sieger 1. Klasse Kreisgruppe C Gumbinnen) | 3   | 2 | 0 | 1 | 008:700 | 1,14  | 04:20  |
| 3.  | Reichsbahn SG Lyck (Sieger 1. Klasse Kreisgruppe D Lyck)        | 3   | 1 | 0 | 2 | 010:130 | 0,77  | 02:40  |
| 4.  | SG Tilsit (Sieger 1. Klasse Kreisgruppe B Tilsit)               | 3   | 0 | 0 | 3 | 004:160 | 0,25  | 0:60   |

### Gruppe West
| Pl. | Verein                                                        | Sp. | S | U | N | Tore    | Quote | Punkte |
| --- | ------------------------------------------------------------- | --- | - | - | - | ------- | ----- | ------ |
| 1.  | SV Allenstein (Sieger 1. Klasse Kreisgruppe E Allenstein)     | 4   | 4 | 0 | 0 | 013:200 | 6,50  | 08:0   |
| 2.  | LSV Pillau (Sieger 1. Klasse Kreisgruppe A Königsberg)        | 4   | 2 | 0 | 2 | 003:900 | 0,33  | 04:40  |
| 3.  | SV Ostland Zichenau (Sieger 1. Klasse Kreisgruppe F Zichenau) | 4   | 0 | 0 | 4 | 002:700 | 0,29  | 0:80   |